# Adino
Adino es una localidad española del municipio de Guriezo, perteneciente a la comunidad autónoma de Cantabria.

## Geografía
La localidad se encuentra a 20 m s. n. m. y a 1,2 kilómetros de la capital municipal, El Puente.

## Historia
Hacia mediados del siglo XIX, el lugar, ya por entonces perteneciente al municipio de Guriezo, tenía contabilizada una población de 142 habitantes. Aparece descrito en el primer volumen del Diccionario geográfico-estadístico-histórico de España y sus posesiones de Ultramar de Pascual Madoz con las siguientes palabras:

ADINO: ald. en la prov. y dióc. de Santander, part. jud. de Castrourdiales, ayunt. y valle de Guriezo (V.): sit. cerca de la igl. de S. Sebastian, parr. aneja á la matriz de todo el valle mencionado; pasa por su térm. un riach del mismo nombre, cuyas aguas dan movimiento a un molino harinero dos meses al año. Pobl. 28 vec. y 142 alm.
(Madoz, 1845, pp. 83-84)

En 2023, la entidad singular de población de Adino tenía empadronados 174 habitantes, todos ellos en el núcleo de población de ese nombre.